# Jacques Berthieu
Jacques Berthieu  o Santiago Berthieu(Polminhac, Cantal, Francia, 27 de noviembre de 1838-Ambiatibe, Madagascar, 8 de junio de 1896) fue un santo jesuita francés, sacerdote y misionero en Madagascar. Murió por la fe cristiana durante la rebelión de 1896. Tenía 57 años de edad. Él es el primer mártir de Madagascar a ser beatificado. Fue canonizado en la Ciudad del Vaticano por el papa Benedicto XVI, junto con algunos otros, en la misa de canonización del papa el 21 de octubre de 2012, en medio de una reunión del Sínodo de Obispos Católicos.

## Biografía
Jacques Berthieu nació el 27 de noviembre de 1838, en el área de Montlogis, en Polminhac, en Auvernia, en el centro de Francia, hijo de agricultores profundamente cristianos de medios modestos. Su infancia transcurrió trabajando y estudiando, rodeado de su familia. La temprana muerte de una hermana mayor lo convirtió en el mayor de seis hijos. Estudió en el seminario de Saint-Flour y fue ordenado sacerdote para la diócesis el 21 de mayo de 1864. Su obispo, monseñor de Pompignac, le nombró vicario en Roannes-Santa María, donde sustituyó a un sacerdote enfermo y envejecido. Se desempeñó como sacerdote diocesano durante nueve años.
Debido a su deseo de evangelizar tierras lejanas, y para conectar a tierra su vida espiritual en los Ejercicios Espirituales de San Ignacio, que solicita la admisión a la Compañía de Jesús y entró en el noviciado en Pau el 31 de octubre de 1873 a la edad de treinta y cinco.